# Mark Hylton
Mark Hylton, född den 24 september 1978, är en brittisk före detta friidrottare som tävlade i kortdistanslöpning.
Hyltons främsta merit har kommit som en del av brittiska stafettlag på 4 x 400 meter. Han var med och vann EM-guld 1998 och vid Olympiska sommarspelen 1996 ingick han i laget som slutade tvåa bakom USA.
Individuellt var han i final vid inomhus-VM 2001 på 400 meter där han slutade på femte plats.

## Personliga rekord
- 400 meter - 45,24